# Списак ликова серије Истине и лажи

Истине и лажи је српска теленовела која се приказивала од 2017. до 2019. године на телевизији Прва. Прва сезона серије представља римејк аргентинске теленовеле Graduados, а друга и трећа римејк друге сезоне серије Symmathites, грчког римејка теленовеле Graduados.

## Главни ликови

### Преглед
| Светислав Гонцић     | Радован „Раде” Божић                        | Главни          | Главни          | Главни          |
| Љиљана Драгутиновић  | Даница „Дана” Исидоровић                    | Главни          | Главни          | Главни          |
| Феђа Стојановић      | Илија Исидоровић                            | Главни          | Главни          | Главни          |
| Јана Милић Илић      | Марина Божић                                | Главни          | Главни          | Главни          |
| Зоран Пајић          | Никола Исидоровић                           | Главни          | Главни          | Главни          |
| Стефан Бузуровић     | Павле Филиповић                             | Главни          | Главни          | Главни          |
| Бојана Ординачев     | Кристина „Крис” Бајчетић                    | Главни          | Главни          | Главни          |
| Јелена Гавриловић    | Татјана „Тања” Миленковић Анастасија Бенчић | Главни          | Главни          | Главни          |
| Владимир Ковачевић   | Арсеније „Арса” Филиповић                   | Главни          | Главни          | Главни          |
| Борка Томовић        | Вања Бакић                                  | Главни          | Не појављује се | Не појављује се |
| Софија Јуричан       | Вања Бакић                                  | Не појављује се | Главни          | Главни          |
| Жарко Степанов       | Слободан „Слоба” Кокот                      | Главни          | Главни          | Главни          |
| Данијел Корша        | Небојша Дакић                               | Главни          | Главни          | Главни          |
| Ања Мит              | Тара Исидоровић                             | Главни          | Главни          | Главни          |
| Душан Каличанин      | Јован „Јоца” Хаџиславковић                  | Главни          | Главни          | Главни          |
| Сандра Силађев       | Олга Поповски                               | Главни          | Не појављује се | Не појављује се |
| Бојан Кривокапић     | Стефан Филиповић                            | Главни          | Епизодни        | Не појављује се |
| Владан Дујовић       | Данило                                      | Главни          | Главни          | Главни          |
| Софија Рајовић       | Светлана „Цеца” Радојковић                  | Главни          | Главни          | Главни          |
| Марина Ћосић         | Софија                                      | Главни          | Главни          | Не појављује се |
| Милан Зарић          | Зоран „Киза”                                | Главни          | Не појављује се | Не појављује се |
| Стефан Радоњић       | Џери                                        | Главни          | Главни          | Главни          |
| Ђорђе Крећа          | Иван „Васке” Васковић                       | Главни          | Главни          | Главни          |
| Бранко Јеринић       | Андрија Исидоровић                          | Не појављује се | Главни          | Епизодни        |
| Ивана Дудић          | Уна Радовић                                 | Не појављује се | Главни          | Главни          |
| Александар Срећковић | Марко Гвозденовић                           | Не појављује се | Главни          | Главни          |
| Кристина Јовановић   | Јелисавета „Бети” Минић                     | Не појављује се | Главни          | Не појављује се |
| Јелисавета Кораксић  | Дубравка „Дуда” Милорадовић                 | Не појављује се | Главни          | Епизодни        |
| Миљан Прљета         | Дејан Машић                                 | Не појављује се | Главни          | Главни          |
| Никола Ранђеловић    | Лука Борђошки                               | Епизодни        | Епизодни        | Главни          |
| Срна Ланго           | Ружица Борђошки                             | Не појављује се | Епизодни        | Главни          |
| Ненад Ћирић          | Данко Борђошки                              | Не појављује се | Епизодни        | Главни          |
| Јелена Ђукић         | Дарија Кораћ                                | Не појављује се | Не појављује се | Главни          |
| Милан Калинић        | Петар Стојановић                            | Не појављује се | Не појављује се | Главни          |
| Марко Гверо          | Драгомир „Цане” Кркљуш                      | Не појављује се | Гостујући       | Гостујући       |

### Радован „Раде” Божић
Радован „Раде” Божић је власник РБГ (Раде Божић групе), компаније која производи храну за псе. Удовац је, има ћерку Марину. Касније жени се директорком финансија у фирми, Татјаном Миленковић, која га вара са Павлом (Марининим мужем) и хоће да му отме фирму. Упоран је у томе да све што замисли оствари. Када је сазнао да га Тања вара са Павлом, доживео је инфаркт и у болници моли Арсу да преузме фирму. После тога, Раде је био у вези са Зором, мајком Арсине бивше девојке Ане. После заједничког одмора у Балатуну, Раде раскида са Зором јер није преболео Татјану, и у потпуности се посвећује послу. Запошљава Уну, његову ћерку за коју ни не зна да су у било каквом сродству. На отворењу Арсиног хаба сазнаје да му је Уна кћерка, а потом сазнаје да је она, заједно са Луком, желела да га уништи мислећи да је он одбацио. Знајући то, наговорио је Луку да да изјаву у полицијској станици да је сам вратио патенте, а Лука је потом пуштен из притвора. У међувремену био је у вези са Ружицом, женом његовог бившег пословног партнера Данка Борђошког. На крају серије, мири се Татјаном и они поново започињу заједнички живот. Урађен је по лику Клементеа из серије . Лик је тумачио Светислав Гонцић.

### Марина Божић
Марина Божић је Радетова ћерка. У средњој школи, као најпопуларнија девојка школе, забављала се са Павлом, школским силеџијом. Током матуре га је ухватила у превари и напустила журку. Придружио јој се најпознатији аутсајдер школе Никола, те су они убрзо спавали у његовом ауту. Марина је остала трудна и њен отац ју је натерао да се уда за Павла, не знајући шта се десило између ње и Николе. Пролази 18 година. Марина је у не баш тако срећном браку са саможивим Павлом. Живи монотоно и усамљено, у илузији да је срећна. Поново сусреће са Николом, ког сасвим случајно њена кућна помоћница Цеца унајмљује као дресера Марининог пса Еве. Марина се присећа шта се десило између њих на матури и наговара Николу да ураде ДНК тест, како би утврдили да ли је њен син средњошколац Арсеније Николин син. ДНК тест потврдио је да он биолошки Арсенијев отац. Убрзо Марина и Никола се заљубљују, а Марина планира развод. Такође сазнаје да је Павле вара, што је тачно, међутим он је уверава да то није истина. Тајну о Арсенију су сазнали Вања, Небојша, Стефан, Слоба, Кристина, Тара, али и Николини родитељи Илија и Дана, као и главна негативка — Маринина маћеха и Павлова љубавница Тања. Тајну сасвим случајно открива и Павле. Марина му нешто касније признаје све, а он јој говори како већ све зна. Одлучан је да се освети Марини и Николи. Стефан га наговара да се понаша фино према Марини и да је убеди да је све у реду, како би јој нанео терет кривице. Убеђена да јој је све опростио, да је воли и да све може бити као раније, Марина оставља Николу и враћа се Павлу. Касније, Марина је на животној раскрсници. Избацила је Павла из куће и жели да буде са Николом. Међутим, одлучује да још мало размисли — да неко време не буде ничија и да се коначно мало посвети себи, потискујући искрене осећаје према Николи. Сигурна је да жели да буде са Николом и у романтичној је вези са њим. Када Павле одлучи да се убије, Марина га због гриже савести поново прима у кућу и Никола раскида са њом. На Тарином венчању се мире, али Марина одлази у Индију са циљем да му се врати боља. Она одлази у Индију да би пронашла себе и Николи се вратила боља. После годину дана живе заједно и он је проси. Прво га је одбила да би касније пристала. На крају друге сезоне су решили да објаве веридбу. Када јој је Уна рекла за њен и Николин пољубац, Никола одлази код Слобе, а Марина због тога не присуствује на Даниној и Илијиној обнови завета. Деловало је да ће Марина опростити Николи, међутим, он је видио њен и Марков пољубац и њихов однос је на корак до прекида. Када се Никола вратио из Берлина, Никола јој је рекао да је он због ње променио свој живот из корена, а да она ништа у свом животу није променила, и да га је поред свега заменила са Марком, који је „ моћнији” од њега. Марина му је кроз сузе говорила да је свесна да је само због Арсе пристао да ради код Радета и извињавала му се због свих грешака које је направила. Када му је Раде рекао да је дилетант, да живи у хаосу и да је оставио фирму кад је било најтеже, мислећи на одлазак у Берлин, Никола се увредио и престао да долази на посао. Марина му је потом рекла да би требало да буде свестан да је Раде то рекао у афекту, потресен због открића да има још једну кћерку. Никола се озбиљно посвађао са Марином, раскинуо је са њом и отишао од куће (преселио се у викендицу на Космају својих родитеља), а Марина му је вратила прстен. Након Николиног одласка почињу јој мучнине и убрзо ради тест за трудноћу и сазнаје да ће са Николом добити друго дете. Она одлучује да оде до Николине викендице и призна му све, али тамо затиче његову комшиницу и погрешно схвати да ју је преварио. У последњој епизоди, због тајног плана њихових пријатеља, ненадано се среће насамо Николом. Они се мире и Марина му признаје да је трудна. Они заједно одлазе на Вањино и Слобино венчање, где су кумови, не слутећи да је Вања средила све како би се венчали одмах након ње и Слобе, што се и догађа. Урађена је по лику Марије Лауре из серије . Лик је тумачила Јана Милић Илић.

### Никола Исидоровић
Никола Исидоровић је забушант који привремено ради као шетач паса. Живи под заклетвом положеном на матури са пријатељима да никада неће имати сталан посао, породицу, озбиљну везу и под тим правилима живи и данас. Направио је Марини дете на матури и живот му се окреће наопачке када сазнаје да је отац њеног сина, 18-годишњег Арсенија. Иако то на први поглед није изгледало тако, Никола се добро сналази као родитељ. Заљубљен је у Марину од средње школе и делом сезоне је био са њом, све док не раскида због тога што мисли да нису једно за друго. У задњој епизоди признаје јој да је жена његовог живота и они се мире. Годину дана касније, пристаје на Радетову понуду за посао у РБГ под условом да Арса не ради тамо. Тренутно је у озбиљној вези са Марином и планира да је запроси. Просидба је првобитно била неуспешна, да би Марина ипак пристала да се уда за њега. Када је Уна рекла Марини за њихов пољубац у фирми, Марина га тера од куће и он одлази код Слобе. После обнове завета његових родитеља, видео је Марков и Маринин пољубац испред њене куће и одлучује да оде у Берлин код Крис да би јој пружио подршку због губитка бебе. По повратку из Берлина, рекао је Марини да је јако повређен и то највише због тога што, по његовом мишљењу, не цени довољно то што је због ње почео да ради код Радета уместо Арсе. Када му је Раде рекао да је дилетант и да живи у хаосу, Никола је дао отказ у РБГ. Није наишао на Маринино разумевање, и то му је био повод да раскине са њом, а раскид је претходно проузрокован неразумевањем око Арсе и Марининим одбијањем да имају још једно дете. Преселио се на Космај, у Данину и Илијину викендицу, где упознаје комшиницу Зорану, која му се набацује. Потом Марина одлучује да оде до Николине викендице и призна му да је трудна, али тамо затиче Зорану и погрешно схвати да ју је Никола преварио. У последњој епизоди, због тајног плана њихових пријатеља, ненадано се среће насамо Марином. Они се мире и Марина му признаје да је трудна. Они заједно одлазе на Вањино и Слобино венчање, где су кумови, не слутећи да је Вања средила све како би се венчали одмах након ње и Слобе, што се и догађа. Урађен је по лику Андреаса из серије . Лик је тумачио Зоран Пајић.

### Павле Филиповић
Павле Филиповић је Маринин надмени бивши муж, извршни директор РБГ-а. Вара Марину са Татјаном и заједно желе да отму Радетову фирму. Татјана је заправо девојка којој се ругао у школи и која се вратила да му се освети. Не подноси Николу и стално га понижава. Сличну ствар ради и са Небојшом, најбољим пријатељем, када сазнаје да је овај геј. Воли Тању која носи његово дете. Када сазна да је Тања Анастасија, грубо је тера од себе, што њу наводи да скочи са крова вишеспратнице, одакле је сам Павле спашава. У браку је са Тањом, али се чини да их једино дете повезује. Незапослен је, али је разводом од Марине постао акционар у РБГ-у (15 %). Незадовољан је што Тања и даље не жели да се угоји, иако јој је он више пута говорио да би то волео. Павле је преварио Тању са Уном, а умало и са бебиситерком Иреном. Када је у полицијској станици сазнао да се Тања са Радетом пољубила у болници, отишао је у један кафић, напио се и још једном преварио Тању са Уном. Касније му Уна говори да ће рећи Тањи истину уколико јој не ода информације из Хепитејла, што Павле и чини. Шпијунирајући Тању, открио је да је Хепитејл украо производе РБГ-у, а касније је схватио да Уна, а не Тања, стоји иза тога. Сазнаје да Уна носи његово дете и то прикрива од Тање, не знајући да је Уна фалсификовала налазе крви. Тања, сазнавши за трудноћу, доживљава нервни слом, и бива смештена на психијатрију, а Павле и Лав се селе код Марине. Павле је копирао фолдере са Николиним патентима себи на мејл и тиме дао основ за тужбу против Хепитејла. После Лукиног хапшења, поново постаје извршни директор у Радетовој фирми, и замењује Луку на месту директора продаје. Када је Тања изашла из болнице, рекла му је да ће му дати старатељство над Лавом и да се могу вратити у њихову кућу, а да ће се она иселити и кренути на психотерапију. Њен услов је био да јој Павле не брани да виђа дете. Разговор са Тањом  је Павла јако потресао, и он је тек тада схватио да је Тањи нанео пуно зла у животу. Урађен је по лику Пабла из серије . Лик је тумачио Стефан Бузуровић.

### Татјана „Тања” Миленковић
Татјана „Тања” Миленковић / Анастасија Бенчић је главна негативка прве сезоне серије. Дебела у средњој школи отишла је у Лос Анђелес након ње, те је тамо, у институту доктора Рипштајна, знатно смршала, променила лице пластичном операцијом и име. Вратила се радио освете Павлу (у ког је била заљубљена током школе и који ју је понижавао), Небојши (који ју је такође понижавао) и Марини (на коју је била љубоморна). У романси је са Павлом и нико не зна њен прави идентитет. Удаје се за Радета и планира да му отме фирму. Међутим, проблеме јој полако ствара Арсеније, Павлов, али биолошки Николин син. Њен идентитет први сазнаје Стефан, а затим и Марина која то говори Вањи и Николи. Сплетом околности, сама признаје свој идентитет Радету који је прихвата онакву каква јесте. У последњој епизоди прве сезоне разоткрива се њен идентитет. Са Павлом има сина по имену Лав. У болници, Тања потписује споразумни развод са Радетом, враћа му деонице и даје отказ у РБГ. Жели да почне живот испочетка и запошљава се у Хепи Тејлу, конкурентској фирми РБГ-у. Незадовољна је у браку са Павлом, поготово због тога што Павле живи на рачун РБГ-а и не планира да нађе посао. Због тога је почела да мисли на Радета. Двапут га је пољубила — у породилишту, што је видео Арса, и у Радетовој канцеларији, што је видела Цеца. Уна је рекла инспектору Гвозденовићу да је чула како Марина свом оцу говори да није можда Татјана ударила Цецу. Уна му је сугерисала да провјери аутомобилску несрећу у којој је професорка музичког, Марта Кандић, страдала (захваљујући Марти, Тања је отишла у Лос Анђелес, али је касније Марта тражила велике своте новца да не би Марини рекла ко је Тања заправо) Због свега тога Марко хапси Тању усред прославе дана РБ групе, под оптужбом да је покушала да убије Цецу. Тања убрзо излази из притвора, а Павле сазнаје за пољубац са Радетом у полицијској станици. Њих двоје остају у браку који је прожет трзавицама, али Тања коначно схвата да је мајка и почиње да води рачуна о њиховом детету. Касније је Раде оптужује да је украла производе за Хепитејл од РБГ-а, не слутећи да је то Уна урадила. Када је сазнала да је Павле преварио са Уном, одлучује да открије ко је Уна заправо и у ту сврху ангажује детектива Стокића који јој открива да су Унини мајка и ујак заједно са Марининим родитељима основали РБГ, а да се Унин ујак, заједно са сестром, повукао из посла. Тања је те информације одмах пренела Јоци и Марини. Такође ангажује детектива Стокића да прати Радета и Ружицу Борђошки. Када је сазнала за Унину (лажну) трудноћу, доживљава нервни слом. Њено стање погоршава сазнање да су Ружица и Раде блиски, и убрзо завршава на психијатрији, јер је демолирала један кафић. Непосредно пре тога, шаље Данку фотографије Ружице и Радета, који је решио да докрајчи Радета када их је видео. Када је изашла из болнице, састала се са Павлом и дала му старатељство над Лавом, уз услов да га редовно виђа. Иселила се из заједничке куће и прихватила Радетову понуду да се усели у његову кућу, што Павле не зна. У последњој епизоди, признаје своја осећања Радету, који јој открива да су она обострана. Они почињу заједнички живот и појављују се на Вањином и Слобином венчању као пар. Урађена је по лику Патрисије / Химене из серије . Лик је тумачила Јелена Гавриловић.

### Арсеније „Арса” Филиповић
Арсеније Филиповић је Маринин и Николин 18-годишњи син. Након што сазнаје да му је Никола, а не Павле, отац, почиње да се дружи са њим и постају јако добри пријатељи. Заљубљен је у Софију, девојку школског силеџије, Кизе. Након што Софија раскида са Кизом, улази у везу са Арсом. Након што га је двапут видела како се љуби са њеном другарицом Аном, оставља га. Он након раскида почиње нову везу са Аном Стаматовић, са којом раскида после годину дана. Први је сазнао за Павлову и Тањину везу. У другој сезони, студира економију са Софијом, Луком, Џеријем и Бети. Потом се заљубио у Бети, и због ње имао проблеме са полицијом. После свађе са Радетом због Луке, сели се у Кристинин стан, a по њеном повратку у кућу Исидоровићевих, што Марини тешко пада. Отворио је хаб са Васкетом и Џеријем. После се заљубио у Сару, кћерку инспектора Гвозденовића. У њу се заљубио и Џери, што доводи до нових размирица између њих. Потом, Арса и Сара постају пар и желе да покажу Марку и Марини да им не могу пореметити срећу својим пољупцем. Увидевши да је РБГ у тешкој финансијској ситуацији, паралелно помаже деди и води хаб заједно са својим пријатељима. Урађен је по лику Мартина из серије . Лик је тумачио Владимир Ковачевић.

### Илија Исидоровић
Илија Исидоровић је Николин и Тарин отац. У браку је са Даницом Исидоровић (Даном). Старомодан је и уопште се не слаже са Николом у вези његовог начина живота. Власник је продавнице тканине. Урађен је по лику Елиаса из серије Graduados.
Када је приметио да му Дана не говори истину о заради од њиховог новог посла, напушта је и одлази код Слобе, кријући се од своје породице. Касније, Никола је открио његово склониште, али ником није рекао за њега. Илија се пожалио Павлу и Тањи да има проблема са курјим оком, а они су му препоручили њихову педикирку Нину, за коју су мислили да је проститутка. Када су полицајци Дани показали Илијину и Нинину фотографију испред банкомата, Дана је уверена да јој је Илија платио сексуалне, а не педикирске услуге. Међутим, Нина јој је објаснила да она није проститутка, него да је била на погрешном месту у погрешно време. Када су га Никола и Слоба коначно наговорили да се врати кући, видео је како Андрија љуби Дану, после чега Дана одлази код Марине, а он остаје у својој кући. Међутим, када је Илију и Дану почела да јури полиција, њих двоје су се помирили. Касније, Дана, уз Тарину и Јоцину помоћ, организује прославу њихове четрдесетогодишњице и обнову завета. После Владанкине и Андријине објаве да се као пар заједно селе на Голију, Илија и Дана се селе на Космај, на Данино инсистирање. На њено инсистирање се враћају у Београд, када су сазнали за Тарин и Жикин растанак. Урађен је по лику Елијаса из серије . Лик је тумачио Феђа Стојановић.

### Даница „Дана” Исидоровић
Даница „Дана” Исидоровић је Николина и Тарина мајка и Илијина супруга. Домаћица је и често се назива паћеницом и мученицом. Зависна је од коцке, што ће јој донети губитак веће суме новца и породичне проблеме. Дана и Илија имају нови бизнис — она прави пите по наруџби, а Илија их доставља. Уз Жикину помоћ, Илија и она почињу да воде емисију Питологија у којој рекламирају Данине пите, која престаје са емитовањем када је Илија оставио и отишао код Слобе кријући се од свих, јер му Дана није рекла истину о заради од њиховог посла. Због Илијиног нестанка Тара долази у Србију и развози пите уместо свог оца. Дана потом пријављује Илијин нестанак полицијском инспектору Марку Гвозденовићу, који јој говори да је полиција ту немоћна. Марко и Деки су јој показали Нинину и Илијину фотографију испред банкомата. Када од њих сазна да је Нина проститутка, она је уверена да је Илија њен клијент. Међутим, Дана и даље остаје при своме. После неког времена, Нина јој је објаснила да она није проститутка, него да је била на погрешном месту у погрешно време. Када је Илија видео са Андријом, отишла је посрамљена у Маринину кућу. Када је Илију и њу почела да јури полиција, њих двоје су се помирили. Касније, Дана, уз Тарину помоћ, организује прославу њихове четрдесетогодишњице и обнову завета. Урађена је по истоименом лику из серије Graduados. Да би Владанки показала да је боља од ње и Андрије, одлучује да се са Илијом пресели на Космај. Враћају се за Београд када су сазнали да се Тара разводи од Жике. Урађена је по истоименом лику из серије . Лик је тумачила Љиљана Драгутиновић.

### Кристина „Крис” Бајчетић
Кристина „Крис” Бајчетић је Николина најбоља пријатељица која, као и он, живи под заклетвом положеном на матури. Власница је радија. Потајно је заљубљена у Николу. Била је у вези са Стефаном, Павловим братом али га је оставила због „улажења у лични простор”, а у ствари није могла да преболи Николу. Када је Никола почео да ради у РБГ, Кристина и он су се престали дружити као раније. То је био случај и са Слобом, док је био у вези са Вањом. Нашла је замену за Николу у Арси, што је Павле протумачио као да су њих двоје у вези и то пренео Марини. Кристина је слагала Марини да је са Арсом у вези, мислећи да јој је РБГ „отео” и Арсу. Потом је Павле пронашао кутију од теста за трудноћу и то рекао Марини, а онда је она сазнала од Слобе да је Кристина трудна. Марина и Павле су били уверени да је Кристина трудна са Арсом. Никола је сазнао за њену „трудноћу са Арсом” када је чуо Маринин и Павлов разговор и јако се наљутио на Кристину због тога, а на Марину због разговора са Павлом њему иза леђа, али им обема опрашта. Кристина је била принуђена да Слоби и Николи каже истину — Стефан је отац њеног детета. Стефан је од Павла сазнао за њену трудноћу и питао је жели ли да њих двоје поново буду пар. Кристина је то одбила, али му је рекла да му неће ускратити право да виђа дете. Због трудноће је планирала да напусти Србију, али када је упознала инспектора Гвозденовића, заљубила се и њих двоје су почели да се виђају. Раскинула је са Марком, после инцидента са Васкетом у РБГ-у, и његових рећи да су сви присутни у фирми, па и она, за њега само део случаја покушаја убиства Цеце и ништа више. После неког времена, Кристина поново одлучује да напусти Србију, али је то рекла само Арси. Њему оставља своју кућу и радио станицу и даје му савет да каже све што зна о Бети и да се не уваљује због ње у велике проблеме, јер Марко није лоша особа и жели само да га заштити. После губитка бебе, вратила се у Србију заједно са Николом. Вања јој је помогла да прихвати губитак бебе, и постепено се спријатељује са Вањом, а са Марином је у коректним односима. Урађена је по лику Веронике из серије . Лик је тумачила Бојана Ординачев.

### Слободан „Слоба” Кокот
Слободан „Слоба” Кокот је Николин и Кристинин најбољи пријатељ. Живи потпуно исто као и они — под заклетвом да никад неће имати сталан посао, породицу, озбиљну везу. Зна да свира гитару. Пред крај прве сезоне улази у везу са Вањом, која убрзо остаје у другом стању. Често су се свађали због његовог начина живота. Када га је Вања затекла у кревету са Илијином педикирком, раскида са њим, не знајући да се између њих ништа није десило. Међутим, дозвољава му да учествује у одгоју Хелене, јер је уверена да ће Слоба бити сјајан отац. Када је видела Слобу и Уну у кафићу, Вања је схватила да не жели да изгуби Слобу и дала му другу шансу . Њих двоје припремају за заједнички живот, а Данило им помаже око детета. Потом Слоба проси Вању, која пристаје на просидбу и у последњој епизоди се венчавају. Урађен је по лику Бенџамина из серије . Лик је тумачио Жарко Степанов.

### Вања Бакић
Вања Бакић је Маринина најбоља пријатељица и кума, психијатар. Жели да има дете, мада не може да нађе оца. Увек смирена и сталожена. Са Небојшом улази у процес вантелесне оплодње, али кад га боље упозна, схвата да не жели да он буде отац њеног детета. Најближе озбиљној вези је била са Небојшиним оцем, али кад Миливоје сазна да му је скривала да му је син геј, све њене наде се руше. Пред крај прве сезоне улази у везу са Слобом и годину дана после остаје у другом стању. Када сазна да је трудна, враћа се у девојачки стан. Због њеног изненадног порођаја, Марина није дошла на прославу годишњице везе са Николом. Када је Слобу затекла са Нином у кревету, уверена да је преварио, раскида са њим. Ипак, допушта му да виђа кћерку и да је заједно одгајају. Касније, даје му другу шансу и спремају се за заједнички живот. Касније, Слоба је запросио и она је пристала. У последњој епизоди, организује тајни план у који су укључени већина главних ликова серије, да помире и венчају Марину и Николу, што успева. У истој епизоди, удаје се за Слободана. Урађена је по лику Викторије из серије . Лик је у првој сезони тумачила Борка Томовић, а у другој и трећој Софија Јуричан.

### Небојша Дакић
Небојша Дакић је директор маркетинга Радетове фирме и бивши Павлов најбољи пријатељ. Током окупа генерације открива другима да је геј. Не подноси Тању, те одлучује да сазна шта крије. Међутим, када јој отме телефон, она исценира силовање, те Небојша бива отпуштен и одлази у Мароко, мада се касније враћа. Даје отказ и одлази у Лондон након још једног неуспелог покушаја да разоткрије Татјану. Касније се враћа и одлучује да има дете са Вањом, а успут улази у везу са њиховим доктором Филипом. Отац га одбацује због сексуалности и због тога Небојша раскида са Филипом, али када Павле прихвати његово опредељење, одлучује да са Филипом оде у Лондон. Годину дана после, раскинуо је са Филипом, вратио у Србију и поново ради у РБГ. Тамо је упознао Бориса, маркетиншког стручњака који му се допао. Њих двојица су почели да излазе, али Небојши није јасно да ли је Борис геј или не. Када је изашао са Кристином на пиће, тамо је срео Бориса у друштву веренице. Борис потом долази у РБГ и говори Небојши да он јесте геј, да му се он допада и предлаже му да њих двојица буду у тајној вези. Небојша то са презиром одбија и избацује га напоље и касније одлази са Уном у Канаду. Урађен је по лику Гиљерма из серије . Лик је тумачио Данијел Корша.

### Тара Исидоровић
Тара Исидоровић је Николина млађа сестра и Данина и Илијина ћерка. Ради у Радетовој фирми као Татјанина асистенткиња, а касније, сплетом околности постаје директорка сектора за промоције, оглашавање и сл. Диви се Татјани али је се истовремено и плаши. Несрећна у љубави. Касније се заљубљује у Павловог полубрата Стефана, који је вара са Крис и због ње је оставља на груб начин. После Стефана се заљубила у Жику, али ни са њим није била боље среће. Касније, судбина је поново спаја са Жиком и они једно другом признају искрене осећаје. Жика проси Тару која пристаје. Планира венчање са Жиком, упркос Стефановим лажима. После венчања, сели се у Беч са Жиком, али се због Илијиног нестанка, враћа у Србију. Када је Никола средио да Илија препише кућу на Дану, а не на Андрију, одлази у Беч са Жиком. Поново долази у Србију због Даниних и Илијиних завета, али, на Јоцино инсистирање, замењује Дуду у РБГ-у. Међутим, одлучила је да се одсели од Дане и Илије и изнајми стан. Петар, власник зграде у којој је изнајмила стан, јој се почиње удварати, али га, због Жике, константно одбија. Претражујући Жикин телефон, открила је да је он вара са Хелгом, колегиницом са посла. Они се разводе и прекидају сваки контакт, а Тара се враћа се у родитељску кућу. Тара позива Петра на отварање Арсиног хаба и саопштава му да је слободна. Потом он њу позива на вечеру у свој стан, и тада њих двоје признају једно другом своје осећаје. Касније, погрешно протумачи да је Петар спавао са Даријом, али он успева да изглади ствар и у последњој епизоди је проси, а она пристаје. Урађена је по лику Габријеле из серије . Лик је тумачила Ања Мит.

### Марко Гвозденовић
Марко Гвозденовић је полицијски инспектор коме је Дана пријавила нестанак свог мужа Илије. Када му је Дана рекла да је Илија спаковао ствари и отишао, Марко јој је саопштио да је полиција ту немоћна. Деки и он саопштавају Дани да је Илија виђен са Нином, за коју су уверени да је проститутка. Дан касније, њих двојица су дошли код Марине због крађе лекова у болници у којој се Вања породила, привели су Арсу на разговор, па потом пустили, захваљујући Униној интервенцији. Марко и Кристина су се упознали тако што је он дошао у њен стан да је испитује о Арси и Бети. Њих двоје су се допали једно другом и почели да се виђају. После инцидента са Васкетом, Кристина се разочарала у њега и рекла да не жели више да се виђају. Дејан и Марко су приморали Арсу да ода Бети тако што су притворили Дану и Илију, а њима двома су објаснили зашто их држе у притвору. Марко је ухапсио Татјану због покушаја убиства Цеце после разговора са Уном. Раде је интервенисао, због Марине, да се његова кћерка Сара, која се враћа из Словеније, упише на буџет на економији, због чега је Марини јако захвалан. Марко и Марина су још једном изашли, овог пута сами, а Марко је на растанку пољубио, што је Никола видео. Марина му је пријавила да су избрисани фолдери са Николиним патентима са свих рачунара РБГ-а, и Марко преузима тај случај. По Маринином позиву, долази код Татјане и Павла заједно са докторима који су Тањи дали седативе и смирили је. Марко је питао Павла где ће се преселити, а Марина му је понудила да се пресели код ње и пред Марком рекла да она и Никола нису у најбољим односима. То је дало наду Марку да може бити нечега између њега и Марине. Када је дошао на отварање хаба, на Николину констатацију да му је Марина супруга и да не треба да јој прилази, Марко је рекао да му је само девојка и да може да јој прилази. Физички обрачун између њих је спречио Павле. Потом је саопштио Марини, Арси и Сари да је Каспер ухапшен у Франкфурту и да је Каспер заправо Лукин школски друг којег је Лука ангажовао да избрише фајлове са рачунара РБГ. Због тога он одлази у Лион на три недеље и на растанку Марини говори да је свестан да она воли Николу и да се неће петљати тамо где му није место. Такође говори Арси да Бети није ухапшена, међутим, Арса не може да престане да мисли на њу. Лик је тумачио Александар Срећковић.

### Јован „Јоца” Хаџиславковић
Јован „Јоца” Хаџиславковић је Радетов геј помоћник, без којег Раде не може да живи. Обожава да ради и фирма не би функционисала. Не подноси Татјану и одговарао је Радета да се ожени њом. Помагао је Марини и Небојши да је разоткрију. Када је сазнао да је Уна интервенисала да Лука дође у фирму знајући за љегов и Арсин однос, постаје му сумњива и одлучује да је раскринка. Сумња да су Уна и Лука већ дуже време у вези и да заједно покушавају да униште РБГ, што је тачно. Уз Тањину помоћ, Јован, Тара и Марина су успели да раскринкају Уну. Урађен је по лику Волтера из серије . Лик је тумачио Душан Каличанин.

### Олга Поповски
Олга Поповски је Вањина пацијенткиња, учитељица. Удата је за, како каже, „шоњу” и са њим има двоје деце — ћерку и сина, а из првог брака има ћерку — глумицу. Рођена је у Бања Луци, мада живи у Београду. Одрасла је уз имућног оца (кога је виђала двапут годишње), те често жали за парама и има велику жељу да отпутује у Сингапур. Лик је тумачила и за њега сценарио писала Сандра Силађев.

### Стефан Филиповић
Стефан Филиповић је Павлов полубрат, адвокат, преварант. Након дужег времена проведеног у иностранству враћа се у Србију како би се удружио са Павлом и Тањом у плану да отму фирму Радету. Након што Татјана смести отказ првобитном адвокату фирме Пантелићу, ставља Стефана на његово место. Убрзо улази у везу са секретарицом Таром, али и са љубављу из средње школе Кристином. Кристина и он су били у озбиљној вези и због ње је престао да заводи сваку жену, али кад га је оставила, наставио је по старом. Када је Раде сазнао за Павла и Тању, Стефан је добио отказ у РБГ и добио посао на Кипру. Вратио се у Србију када је сазнао да Кристина носи његово дете. Међутим, Кристина му је рекла да не постоји никаква могућност да они буду заједно. Признао је Павлу да је до лудила заљубљен у Крис, што Павле не разуме. Урађен је по лику Аугуста из серије . Лик је тумачио Бојан Кривокапић.

### Данило
Данило је Слобин кућни помоћник, који је преузео бригу о њему када су газде, а Слобини родитељи, умрли и због тога га је помало размазио. Када је сломио руку, отишао је код својих рођака, али се после вратио у Слобин стан. Годину дана после, отишао је на село код рођака, али се вратио да помогне Слоби и Вањи око Хелене. На селу је упознао мештанку Јагоду, с којом се тамо виђао. Међутим, није јој рекао да одлази за Београде, уверен да га је преварила са локалним месаром. После дужег времена, Јагода упада у Слобин стан и тражи Данила. Захваљујући Вањи, њих двоје се мире и почињу да живе заједно код Слобе и Вање, а потом се враћају у Јагодино село. Лик је тумачио Владан Дујовић.

### Светлана „Цеца” Радојковић
Светлана „Цеца” Радојковић је девојка са села која ради као Маринина кућна помоћница. Била је у вези са Васкетом, али га је оставила када јој је признао да је сиромашан. Међутим, остаје трудна и они се мире. Цеца и Васке су после добили кћерку Милицу и чинило је да ће се убрзо венчати. Али, Цеци се допао инспектор Машић. Инспектор и она су се почели виђати, а њихов пољубац су видели Васке и Џери, и због тога су се Цеца и Васке на кратко разишли, па се потом помирили. Видела је Тањин и Радетов као и Николин и Унин пољубац, и чула да је Уна Маринина сестра када је дошла у РБГ да донесе Николи USB. У паници је истрчала на улицу када је аутомобил налетио на њу. Не сећа се несреће, као и тога да су Марина и Уна сестре. На отварању хаба се сетила да су Уна и Марина сестре и то приморава Уну да призна прави разлог свог доласка. Урађена је по лику Кларе из серије . Лик је тумачила Софија Рајовић.

### Софија
Софија је девојка у Арсиној школи у коју је он заљубљен. У почетку била је у вези са школским силеџијом Зораном „Кизом”, али су раскинули и она је остала са Арсом. Након што јој је мајка Гога остала без посла сели се у Ниш, али њих две се као и обично посвађају, те се Софија враћа. Касније се запошљава у РБГ као Тањина асистенткиња, што нервира Тару. Татјана јој набацује идеју о лажној трудноћи, како би се осветила Арси, те Софија говори Арси да је трудна, иако је то лаж. Њена мајка, Гога, је наговарала да се уда за Арсу. Софија пуца под притиском и признаје Филиповићима да је лагала за трудноћу. На Џеријевој свирци, Арса јој све опрашта. Годину дана касније, Софија је студент економије, у вези је са Луком Борђошким, Кизиним другом, и ради у фирми његових родитеља. Када се срела са Арсом, рекла му је да је мислила да ће заборавити период кад су били заједно, али јој то није успело. Недуго потом, Лука оставља Софију зато што га „гуши”. Раскид је Софији јако тешко пао, чему сведочи Арса, који је примио у своју кућу и помогао јој да преболи Луку. На мајчино инсистирање, сели се код тетке. Одлучила је да оде код Ане у Лондон и поднела је захтев за визу. Урађена је по истоименом лику из серије . Лик је тумачила Марина Ћосић.

### Дејан „Деки” Машић
Дејан „Деки” Машић је полицијски инспектор, Марков подређени. Њих двојица су пријатељи без обзира на полицијску хијерархију. Дејан је Марку показао фотографију на којој се налази Илија и женска особа која је привођена због проституције. Марко и он су дошли у Маринину кућу да би поразговарали са Арсом због крађе лекова у болници. У Марининој кући је упознао Цецу која му се одмах свидела, а и он њој. Цеца је са њим преварила Васкета, због чега су они прекинули. Заједно са Марком је истраживао околности Цецине несреће. Привео је хакера Милоша Поповића којег је Лука унајмио да избрише фолдере са рачунара РБГ-а. Милош му је признао ко га је унајмио, и Лука је потом приведен. Такође је поразговарао са Велимиром Павловићем, власником Хепитејла, о околностима крађе фајлова са рачунара РБГ-а. Лик је тумачио Миљан Прљета.

### Иван „Васке” Васковић
Иван „Васке” Васковић је Арсин најбољи пријатељ. Киза му је претио да ће свима рећи да није богат, па му је говорио информације о Арси и Софији. У вези са Цецом са којом има кћерку Милицу. Сиромашан, ради више послова како би себи обезбедио пристојне услове за живот. Једно време је био Слобин кућни помоћник уместо Данила. Годину дана после, ради у РБГ и поново постаје Слобин кућни помоћник. Са Арсом и Џеријем отвара хаб. Лик тумачи Ђорђе Крећа.

### Дубравка „Дуда” Милорадовић
Дубравка „Дуда” Милорадовић је братаница Радетовог пријатеља и председника Привредне коморе која је запослена у РБГ као секретарица. Свесна је да је посао добила „преко везе” и Радету је због тога неизмерно захвална. Дуда је после неког времена сломила ногу и била приморана да оде на боловање, па је Тара привремено дошла на њено место. Уна и Лука су јој наместили отказ да би њен стриц средио да РБГ изгуби субвенције. Лик је тумачила Јелисавета Кораксић.

### Џери
Џери је Васкетов, Арсин и Софијин друг. Зна да свира гитару. Увек спреман да помогне својим пријатељима. У вези са Бети, колегиницом са Факултета, али ту везу обоје, у почетку, нису схватали озбиљно. Џери се постепено заљубљивао у Бети, а она у Арсу, тако да су се њих двоје растали без тешких речи. Отворио је хаб са Арсом и Васкетом и тако упознаје Сару, којој се набацује, што додатно пољуљава односе између њега и Арсе. Дружи се са Луком Борђошким, од кога позајмљује новац за свој део за хаб. Када је рекао Арси за то, он се у први мах наљутио, али му је потом опростио. Лик је тумачио Стефан Радоњић.

### Јелисавета „Бети” Минић
Јелисавета „Бети” Минић је Џеријева бивша девојка и студира економију заједно са њим, Арсом, Софијом и Луком. Надимак Бети јој је дала мајка по цртаном лику Бети Буп. Бети краде лекове из болнице и потом их продаје студентима. Приликом још једне крађе је срела Арсу, који је тамо дошао због Вање, а тај сусрет је снимила надзорна камера болнице. Тај снимак је прослеђен инспектору Гвозденовићу. Марко и Деки су отишли у Маринину кућу да разговарају са Арсом. Арса је рекао Марку и Декију да не познаје Бети да би је заштитио, иако му је она рекла да он није за њу и да га гледа као пријатеља. Марко и Деки су га привели у полицијску станицу, али је он остао при своме, и тиме Бети спасио од затвора. Арса је инсистирао да му она објасни чиме се бави. Бети га је довела у скровиште своје организације и слагала га да они краду лекове да би их дали сиромашнима. Касније се она заљубила у Арсу, а и он у њу. Међутим, вођа организације, Каспер, јој наређује да га остави иначе ће Арсу стрпати у затвор. Касније, Арса је схватио да се Бети заправо бави сајбер криминалом. Тада му је испричала да је рожена у Африци и да су њени родитељи тамо помагали сиромашнима и да су тако упознали Каспера. Каспер и она су у почетку били обични хакери, али су после почели да се баве озбиљнијим видовима технолошког криминала. Када је Арса био приморан да ода Бети, напустила је Србију под лажним идентитетом Ана Митровић. Лик тумачи Кристина Јовановић.

### Уна Радовић
Уна Радовић је главна негативка друге и треће сезоне. Њени мајка и ујак су са Марининим родитељима основали РБГ. Потом се ујак повукао из посла, а мајка се удала и после смрти мужа отишла код брата у Канаду, где је Уна одрасла и школовала се. Консултује се са својим ујаком око (скоро) сваког корака. Ујак јој је показао писмо њене мајке, у ком пише да је њен биолошки отац Раде Божић, да је одбацио љубав њене мајке и да није хтео да чује за дете. Уна је поверовала ујаку не слутећи да је писмо он написао фалсификујући рукопис њене мајке, а своје сестре. Пријавила се на конкурс за место директора буџета у РБГ-у и добила посао због сјајних препорука. Никола јој се допао на први поглед. Са њим се срела у једном кафићу и тамо га је заводила, а потом и пољубила, користећи то што се Никола разочарао у Марину јер се није појавила на прослави годишњице њихове везе. Задобила је пуно Радетово поверење када је интервенисала, преко свог пријатеља у министарству, да Арсу пусте из притвора, а поготово када је нашла решење из кризе у коју је РБГ запао после раскида сарадње Лукиног оца и Радета. Међутим, Марини и Тањи се Уна нимало не допада. Павле и она су се пољубили када је он дошао код ње у канцеларију да узме прстен којим је Никола планирао да запроси Марину. Поново је пољубила Николу у својој канцеларији и рекла му да је заљубљена у њега, што је Цеца чула. Цеца је такође из Униног разговора са ујаком чула да су Уна и Марина сестре. Да би скренула сумњу са себе, наводи Гвозденовића да је Тања покушала да убије Цецу. Говори му да Марина сумња да је Тања то урадила и да је на исти начин Тања решила проблем Марте Кандић. Лука Борђошки, кога је она запослила, је уцењује јер је он једини видео да је избрисала снимке са камера на дан Цецине несреће, након тога пристаје да изађе са њим на вечеру и Лука је уверен да се свиђа Уни. Потом му објашњава да је њен циљ да уруши РБГ и да постане акционар и обећава му да ће и он бити акционар ако јој помогне. Лука пристаје и заједно са Уном намештају Дуди отказ да Раде не би добио субвенције од Привредне коморе. Такође, доставља Хепитејлу нацрте Радетових производа и тиме додатно угрожава. Приморава Луку уз помоћ плаћеника саботира машине у РБГ и тиме изазове хаварију. На отварању Арсиног хаба, Цеци се враћа сећање и говори свима да зна да су Уна и Марина сестре, те да је Раде Унин отац. Раде јој се извињава и објашњава да никад није ни знао да јој је мајка трудна. Након разговора са Радетом у РБГ-у, Уна бесно излази и схвата да ју је ујак преварио, па трчи у производњу како би зауставила хаварију над машинама. Међутим, тешко се повређује и одлази на операцију. Није животно угрожена, али је остала параплегична. Како би проходала, одлази у Канаду на још једну операцију, а придружује јој се и Небојша. На одласку даје по писмо Марини и и Луки, особама које је највише повредила. Са Луком остаје у добрим односима, он после свега њој опрашта и наставља да је воли.  Лик је тумачила Ивана Дудић.

### Андрија Исидоровић
Андрија Исидоровић је Илијин брат који живи на планини Голији. Официр је у пензији, као и Илија, али је строжи од свог брата. Дошао је у Београд да Исидоровиће доведе у ред, али на начин како он мисли да треба, чему се Дана и Тара жестоко противе. Доживљава себе као главу породице у Илијином одсуству, и као таквог, чланови породице треба беспоговорно да га слушају, као у војсци. Сматра да Марина и Никола треба да имају још деце, иако он сам нема ни жену ни децу. Дошао је код Радета у фирму са предлогом да њих двојица притисну Марину и Николу да се венчају, а да то венчање намами Илију да се појави пред својом породицом. Међутим, Раде и он су се посвађали када је Андрија Арсу назвао копилетом, јер не носи Николино презиме. Када је Никола показао нови уговор о заоставштини по ком Илија оставља стан Дани а не њему као у претходном уговору, Андрија је одмах почео да пакује ствари. Међутим, Дана је одлучила да га пусти да остане у кући, а Андрија је престао да изиграва команданта у братовој кући. Када је Андрија пољубио Дану, она је напустила кућу и отишла код Марине. Андрија се вратио на Голију јер је то био Данин услов да се она врати Илији. На Даниним и Илијиним заветима упознаје Владанку, Жикину тетку, с којом убрзо започиње заједнички живот на Голији. Лик је тумачио Бранко Јеринић.

### Драгомир „Цане” Кркљуш
Драгомир „Цане” Кркљуш је Вањин пацијент, „контроверзни бизнисмен”. Позлило му је у лову када је његовог пса прегазио воз. Доктори су му рекли да је узрок напада нервне природе и дошао је код Вање да му помогне. Долази код ње под именом Петар Петровић да би спречио гласине о свом лошем психичком стању. Има два сина са бившом женом, Драганом, које зове Лош и Зли, због деликвентног понашања. Ожењен је Љубицом коју вара са стриптизетом Врелом Лелом. Такође има проблема на послу, јер радници константно протестују због приватизације предузећа чији је директор, која је била лоша по раднике, а финансијски и те како повољна због њега самог. Лик је тумачио Марко Гверо.

### Данко Борђошки
Данко Борђошки је Лукин отац и супруг Ружице Борђошки, власник ЛУБО маркета. Уверен је да је то што је својој породици обезбедио лагодан живот и више него довољно и не схвата Ружицу када му говори да треба да показује више емоција према Луки. Бесан је на сина што је напустио породичну фирму, а поготово што је, гледајући конференцимју РБГ, сазнао да се Лука запослио. Уверен је да га је мајка наговорила на то. Када је од Тање сазнао да је Ружица молила Радета да отпусти Луку, блокирао јој је све кредитне картице као знак упозорења ако још једном уради нешто без његовог знања. Данко је са Хепитејлом склопио уговор о продаји њихових производа у његовим маркетима, не знајући да их је Хепитејл украо од Радета. Због тога је Раде уверен да је Данко послао Луку у РБГ да га уништи. Када је видео фотографије Ружице и Радета и сазнао да је Лука ухапшен, сигуран је да је Ружица наговорила Луку да оде у РБГ из ЛУБО маркета, а да је, Лука, сазнавши да је Раде љубавник његове мајке, решио да се освети Радету, из љубави према свом оцу. Ружица је покушала да му каже истину, али је Данко тада насрнуо на њу и она је потом спаковала ствари и отишла од њега. Због тога жели да докрајчи Радета и жели да постане већински власник Хепитејла. Павловић му продаје читаву фирму под изговором да не воли партнерство, а Данко није имао појма да је полиција за петама Хепитејлу због крађе патената. Након што му Лука јасно даје до знања да он за њега више не постоји, Данко добија инфаркт. У болници каје се за све што је урадио и предаје Луки ЛУБО и Хепитејл. Лик је тумачио Ненад Ћирић.

### Ружица Борђошки
Ружица Борђошки (рођена Стојановић) је Лукина мајка и Данкова супруга. Живи у мужевљевој сени. Од лошег брака бежи одласком на различите козметичке третмане. Покушала је, по Данковој наредби, да наговори сина да се врати у Лубо, али он није хтео ни да чује за то. За разлику од Данка, разуме своје дете и жели само да је он срећан. Муж је обележио као непријатеља, скупа са Радетом и Луком, и због стреса је пар пута посегла за алкохолом. Раде јој је саветовао да се обрати Вањи за помоћ да би сачувала своје ментално здравље што она и чини. После сеансе са Вањом, одлучује да обнови однос са својим братом Петром.  Адвокат јој је помогао да оснује офшор компанију из чијих средстава би она обезбедила лагодан живот са Данковим новцем, али без Данка. Почела је да се виђа са Радетом, који јој се највише свидео због тога што нема жељу за осветом Тањи и Павлу, који су га уништили, као што би њен муж имао да је на Радетовом месту. Раде јој је дао наду да постоје људи другачији од Данка. Раде је обавестио да је Лука ухапшен и рекао јој да ће учинити све што може да Лука не заврши у затвору, јер је и Уна, његова кћерка, умешана у цео случај. Њих двоје се, због дела своје деце, још више зближавају. Када је Данко видео њене и Радетове фотографије и сазнао за Лукино хапшење, у његовим очима је Ружица Радетова љубавница која је окренула сина против оца, а да је Лука хтео да се освети Радету кад је сазнао за то и завршио у затвору. Потом, Ружица оставља Данка и одлази у свој стан. Лик је тумачила Срна Ланго.

### Лука Борђошки
Лука Борђошки је Кизин друг и син Радетовог пословног партнера, власника ланца хипермаркета које је назвао по свом сину — ЛУБО. У РБГ упознаје Тару и почиње да излази са њом. Када му Киза каже да је Тара лака девојка, он долази касно увече у РБГ и насрће на њу, али је Жика спашава. Касније се извињава Тари и шаље јој цвеће. Потом почиње да се виђа са Софијом, претходно се уверивши да се она Кизи не допада. У почетку Софија није хтела да буде са њим јер није преболела Арсу, али, годину дана касније, они живе заједно, студирају исти факултет, а Софија ради у фирми његовог оца. Међутим, убрзо је оставља зато што га „гуши”, што је Софију јако потресло. Због кризе у РБГ-у, Лукин отац је одлучио да прекине сарадњу са њима, а Лука је о томе обавестио Уну. Због неслагања са оцем око посла и његовог мешања у везу Луке и Софије, Лука напушта породичну фирму и прихвата Радетову и Унину понуду за посао у РБГ-у. Касније, сазнаје да је Уна обрисала снимке са сигурносних камера у РБГ-у, те уцењује Уну. Касније, она пристаје да изађе са њим на вечеру на којој је он пољубио уверен да јој се свиђа. Потом јој је придружује у плану да дестабилизују РБГ. Уз помоћ друга из основне школе, брише фолдере са патентима са свих рачунара РБГ, а такође, уводи Униног човека у производњу, који је направио хаварију на машинама. Касније, Раде сумња на њега да је у договору са оцем организовао заверу против РБГ-а, те да је он одговоран за крађу патената и уручује му отказ, међутим Уна успева да га спаси. Позамљује Џерију новац за хаб и користи сваки сусрет са њим да га окрене против Арсе. Потом, Уна говори Луки да је она Радетова кћерка да би спречила да јој Лука, због љубави према мајци, осујети план. Након тога, Лука је схватио да воли Уну и да ће учинити све да је освети због свега са Радетом. Полиција га касније приводи на основу Милошевог признања да га је Лука унајмио за брисање патената. Лука, у почетку, одбија сарадњу са Гвозденовићем и Машићем, па сазнаје да је Уна била са Павлом, али ипак наставља да је штити. Напослетку, даје изјаву како је вратио патенте РБГ-у, после чега је пуштен из притвора. Разочарао се у Уну јер је схватио да га је користила док је била у шеми са Павлом. Док није прочитао њено писмо и схватио да га она воли није желео да чује за њу. Искрено се покајао због свега што је учинио Радету и, због гриже савести, даје отказ у РБГ-у. Одлучује да више не жели да он и Уна буду на било који начин укључени у Данкове болесне игре. Након што му Данко даје ЛУБО маркете и Хепитејл на управу, Лука одлучује да производни погон Хепитејла поклони РБГ, као и да настави сарадњу ЛУБО маркета и РБГ. Одлази у Канаду како би био поред Уне и помогао јој док јој не буде било боље. Лик је тумачио Никола Ранђеловић.

### Петар Стојановић
Петар Стојановић је власник зграде у којој је Тара изнајмила стан. Помаже Тари да понесе кофере у стан и тако се њих двоје упознају. Иако му је Тара више пута нагласила да је удата жена, Петар је инсистирао да попију кафу заједно и Тара је пристала. Био је у браку са адвокатицом Даријом Кораћ, али су се развели због њене превелике посвећености послу. Са Даријом је остао у пријатељским односима и наставили су да пословно сарађују. Брат је Ружице Борђошки, чијег сина Луку воли као рођено дете. Иако га Тара упорно одбија, он се све више заљубљује у њу. Дарија му је рекла да је видела Унин и Лукин пољубац у фирми, и да јој се Лукина и Унина веза не допада. Када је чуо да је Уна трудна са Павлом на отварању Арсиног хаба, пренео је то Дарији. Обоје нису били тада свесни у шта се Лука заправо упетљао. Убрзо пошто је сазнао да је Тара слободна, позвао је код себе на вечеру и признао јој шта осећа према њој. Његовој срећи није било краја када је схватио да су осећаји обострани. Касније, Тара одлучује да га изненади те долази ненајављена у стан, мало након што је Дарију и Петра попрскала вода из покварене славине. Након што их је затекла у бадемантилима, мисли да ју је Петар преварио, али он успева да изглади ствар и у последњој епизоди је проси. Лик је тумачио Милан Калинић.

### Дарија Кораћ
Дарија Кораћ је један од адвоката у канцеларији адвоката Вулића, те након Вулићевог инфаркта преузима случај РБГ. Раде је позива у фирму да би са њом договорио детаље у вези са захтевом за хипотекарни кредит. Непосредно пре Униног позива на састанак, у Вулићеву канцеларију долази Павле који моли Дарију да му помогне да се разведе од Тање и да добије старатељство над Лавом, и тако он сазнаје да је стање у Радетовој фирми пуно горе него што се представља. Дарија је бивша жена Петра Стојановића, брокера и ујака Луке Борђошког. Са њим је остала у пријатељским односима и наставили су да пословно сарађују. Обећала му је да ће припазити на Луку, обзиром да често долази у РБГ. Као и Петар, воли Луку као рођено дете. Видевши Унин и Лукин пољубац, одмах се састала са Петром и све му испричала, као и он њој за Унину трудноћу. Када је од Радета сазнала да је Лука ухапшен због крађе фајлова, рекла му је да нема срца да пише тужбу против Луке. Међутим, Раде јој је рекао да ће тужити само Хепитејл, не и Луку. Лик је тумачила Јелена Ђукић.

### Зоран „Киза”
Зоран „Киза” је најпопуларнији момак и школски силеџија у Арсиној школи који се у почетку забављао са Софијом, међутим она га је оставила због Арсе. Од тада се труди да уради све да их раздвоји. У почету и малтретира Арсенија. Лажљив је, превртљив, злобан. Годину дана после, одлази на студије у Милано. Урађен је по лику Жуана из серије . Лик је тумачио Милан Зарић.

## Епизодни ликови

### Марта Кандић
Марта Кандић је професорка музичког у пензији која је предавала Марининој генерацији. Преко ње је Татјана дошла у Америку и једина зна њен прави идентитет. Подмитљива је и у свему гледа само свој профит. Никола и Марина су је у школи подмитили за оцену. Узела је паре од Небојше како би му, пред свима, рекла информације о Тањи и Анастасији, но преварила га је правећи се да нема појма о чему прича и тако је више пута узела паре од Татјане како не би одала њену тајну. Како би је се решила, Татјана одлучује да јој саботира ауто па јој пресече кочнице и Марта доживи саобраћајну несрећу при којој губи памћење. Лик је тумачила Нада Блам.

### Гордана „Гога”
Гордана „Гога” је Софијина мајка, са којом је Софија увек у некој свађи. У младости излазила је са Николом и још увек је заљубљена у њега. Након што је остала без посла, Никола јој даје посао у радњи његовог оца Илије, где се Илија заљуби у њу што Гога користи како би добила паре. Ипак, Дана их ухвати и Гога је принуђена да се одсели у Ниш са Софијом. Касније се Софија враћа у Београд, а Гога остаје у Нишу. После дужег времена, након што Марина и Никола сазнају да је Софија трудна, Марина позива Гогу у Београд. Тада Софија признаје мајци да није трудна и да је све лагала по Татјаниној замисли. Ипак, Гога ово види као савршену прилику да се Софија уда за Арсенија, те је хушка у брак из личних интереса. Враћа се у Ниш после пропалог плана удаје своје кћерке за Арсу. Док је била у Београду, била је код Слобе и Стефана, којима се увлачила. Када је Марина позвала Гогу у своју кућу да јој објасни да јој кћерка болује од булимије, Гога је напала Марину и оптужила да лаже. Инсистирала је да се Софија пресели код тетке, што је она и учинила када је приметила да Арса и Бети постају пар. Лик је тумачила Мина Лазаревић.

### Васа Марковић
Васа Марковић је син Данилове пријатељице Милене, млади глумац. Након што се Гога излане пред Даном да има унука, Дана и Илија су упорни да сазнају ко је то, те испитују Слобу који им доводи Васу као унука. Ипак, бива разоткривен. Лик је тумачио Никола Станковић.

### Ана Стаматовић
Ана Стаматовић је Софијина најбоља другарица. Касније се заљубљује у Арсу, те се она и Софија посвађају, а исто се десило и са Кизом пре тога. Након Софијиног и Арсиног раскида, улази у везу са Арсом. Са њим губи невиност. Иначе, Ана је ћерка доктора Филипа Стаматовића, Небојшиног геј партнера и његове бивше жене Зоре. После годину дана, Арса и она су раскинули и она одлази у Лондон код тате. Лик је урађен по лику Луне из серије . Лик је тумачила Митра Младеновић.

### Буки
Буки је Кизин најбољи друг, тачније његов „поданик”. Свугде га прати и подржава у свему. Исти је као и Киза — злобан. Након завршене средње школе, уписује Факултет драмских уметности. Лик је тумачио Теодор Винчић.

### Филип Стаматовић
Филип Стаматовић је доктор за вантелесну оплодњу. Након што Вања и Небојша одлучују да добију дете они одлазе код Филипа, који се одмах свиди Вањи. Филип је геј и убрзо улази у везу са Небојшом. Био је у браку са Зором, међутим убрзо се развео због своје сексуалности и из тог брака има једно дете — ћерку Ану. Планирао је венчање са Небојшом. Њих двојица одлазе у Лондон када Небојшин отац сазна за њихову везу и због тога одбаци своје дете. Годину дана после, њих двојица су раскинули. Лик је тумачио Павле Пекић.

### Викторија Ђокић
Викторија „Вики” Ђокић је Татјанина другарица из Лос Анђелеса. Након што Арса због туче са Кизом бива избачен из школе, Филиповићи и Раде одлучују да пређе на приватне часове. Тања предлаже Викторију. Међутим, Викторија по Тањином налогу наговара Арсенија да оде у Америку. Поред тога, она није професорка већ стриптизета у ноћном клубу где Васке ради. Он је види и говори то Николи. Након што бива разоткривена и пред Арсом, измишља да је добила понуду са приватног факултета. Касније, Раде Стефану даје паре да од Викторије узме информације о Тањи. Викторија даје дезинформацију и тиме спашава Татјану од откривања њене тајне. Лик је тумачила Драгана Мићаловић.

### Жика Харамбашић
Жика Харамбашић је комшија Исидоровићевих који је по занимању ИТ стручњак, разведен је. Живи са тетком Владанком. Заљубио се у Тару на први поглед и уз Данину помоћ је више пута безуспешно покушавао да је освоји, јер јој се нимало није допадао. Помаже Дани сваки пут кад јој лаптоп, најчешће њеном кривицом, „забагује”. Када је долазио код Таре на посао, поправио је оперативни систем РБ групе, и Раде му је, као знак захвалности, понудио партнерство са његовом фирмом у ИТ сектору, на које је Жика пристао. Жика је понудио Тари посао у фирми обећавши јој боље услове него у РБГ, али га је Тара одбила, под Татјаниним притиском. После дужег времена, Дана је позвала на прославу њене и Илијине годишњице брака Жику и Владанку не би ли некако спојила Жику и Тару. Тари се, напослетку, Жика стварно допадне када јој после Стефанових увреда, каже да је најлепша и најкомуникативнија девојка коју је упознао и да је уз помоћ ње преболео бившу жену Јелену. Жика и Тара излазе на састанак који се претвара у катастрофу када дођу Владанка и Јелена. Дан после, Жика оставља Тару уз објашњење да је она превише добра за њега, а да је за њега најбоље да се врати бившој супрузи, са којом је после краћег времена поново раскинуо. Тара му је опростила када ју је Жика спасио од Луке, насртљивог сина пословног партнера РБГ и они постају пар. Убрзо, Жика проси Тару и планирали су венчање. Када је видео Тару и Стефана загрљене, отказује венчање мислећи да га Тара не воли, а Стефан га је у то уверио када му је, на Тарино запрепаштење, рекао да су заљубљени једно у друго. Захваљујући Николи, Тара му објашњава све и њих двоје се мире. После венчања, они се селе у Беч. Завлачио је Тару око финансирања Данине и Илијине прославе, и на крају јој није дао паре. Захваљујући Николи, прослава је одржана, а Жика је обрукан пред Исидоровићима и тетком. Претражујући његов телефон, Тара открива да је Жика вара са Хелгом, колегиницом с посла. Они се разводе и прекидају сваки контакт. Жика се потом враћа у Беч. Лик је тумачио Иван Ђорђевић.

### Владанка
Владанка је комшиница Исидоровићевих, управница зграде и Жикина тетка, ког је одгојила као своје дете. Иако са њом није у добрим односима, Дана позива Владанку и Жику на прославу годишњице њеног и Илијиног брака да би спојила Жику и Тару. Владанка и Жика пристају, али се Данин план у том тренутку изјаловио. Када је Стефан дошао код Дане и Илије, мислећи да је Павле код њих, Владанка примећује да је Тара заљубљена у Стефана. Уверена да Тара искориштава Жику, Владанка заједно са Јеленом, Жикином бившом женом, долази у ресторан у ком су Тара и Жика, да би спречила озбиљну везу између њих, што јој је и успело. Међутим, када су се Тара и Жика помирили, Владанка прихвата Тару као Жикину девојку, а касније и супругу. На прослави четрдесетогодишњице Илијиног и Даниног брака, упознаје Андрију, Илијиног брата. Одмах су се свидели једно другом, тако да је Владанка прихватила Андријину понуду да оде код њега на Голију и да тамо започну заједнички живот. Претходно су ту одлуку саопштили Дани, Илији, Тари и Жики. Да би се показала бољом од Владанке, Дана се, заједно са Илијом, сели у викендицу на Космају. Лик је тумачила Јелица Сретеновић.

### Сандра Маљевић
Сандра Маљевић је ишла у исто одељење са Марином, Николом и осталима али је матурирала у Немачкој. Најбољи друг јој је био Небојша, а била је кратко у вези са Николом, са којим је изгубила невиност. У Немачкој је завршила ветерину, запослила се, удала за Јанка, али после брачног и финансијског краха се вратила у Србију. Поново се среће са Николом када он доводи Арсиног пса Еву у ординацију где ради и убрзо почињу да се виђају. За њом долази и њен бивши муж, који јој умало саботира изложбу паса коју треба да организује, али захваљујући Николи, Радетова фирма спонзорише изложбу и Николин и Сандрин пас односи победу на изложби. Међутим, Сандра схвата да, упркос свему шта јој је приредио, ипак воли Јанка, одлази са њим из Србије, а са Николом се растаје у пријатељским односима. Приликом одласка, говори Марини како је сигурна да је Никола воли и да она ту нема шта да тражи. Лик је тумачила Ивана Поповић.

### Славица Јанковић
Славица Јанковић је новинарка која је такође ишла у исту школу као Марина, Никола и остали. У средњој школи су је звали Карамелица. У намери да промовише РБГ, Небојша позива њу да интервјуише Марину и Радета, а тај интервју би се емитовао у њеној емисији. Никола јој се и даље допада и надала се да ће и он пристати на интервју. Вању уопште не подноси и није јој честитала што ће постати мајка. Након што је Марини поставила питања о РБГ, прешла је на питања о приватном животу тј, разводу, спремности на нови брак, о томе шта је одређује као особу итд., са циљем да докаже да Марина није успела у животу јер није пословна жена. У болници, Вања говори Марини да кад је Славица идући пут буде питала о њеним животним успесима, одговори да је она увек била ту за своје најближе и да то сматра својим успехом. Маринини одговори на Славицина питања су заинтригирали полицајца Гвозденовића. Касније, Славица је тражила Николу у Марининој кући и слагала је да су се Никола и она договорили око интервјуа да би је направила љубоморном. Потом одлази у РБГ, шармира Радета који наређује Николи да да интервју. То је изазвало љубомору код ње и зато она пристаје да изађе са Марком, његовом ћерком Саром и Арсом на вечеру, да би узвратила истом мером, иако ни сама себи то не признаје. Лик тумачи Марија Јовановић.

### Нина
Нина је Тањина и Павлова маникирка и педикирка коју су они препоручили Илији да му реши проблем са курјим оком, што је Нина и учинила. Вања је њу и Слобу затекла у кревету и раскинула са Слобом, не знајући да нису били скупа. Нина и Илија су се усликали заједно испред банкомата, на његово инсистирање, а те фотографије је полиција проследила Дани, у уверењу да је Нина проститутка. После дуго времена, Нина је Дани, Андрији и Тари рекла да није проститутка и да јој је другарица спремила замку. Лик је тумачила Ивана Живковић.

### Ирена
Ирена је била Лавова бебиситерка коју су Тања и Павле ангажовали да га чува док је Тања у фирми или када она и Павле треба да негде изађу. За разлику од Тање, Ирена се одлично сналази са Лавом и јако добро брине о њему. Павле и Ирена су често одводили Лава у оближњи парк и за Ирену су људи мислили да је Лавова мајка, а не дадиља. Ирени се Павле јако свидео, па је почела да га заводи кувањем за њега и Лава и показивала му је колико се угојила, што је Павлу и те како годило. Једног дана, Ирена је рекла Павлу да јој јако прија то што људи мисле да је она Павлова жена и питала га је да ли би волео да то буде истина и пришла му је да га пољуби. То је видела Тања која је направила сцену. Ирена је дала отказ, а Павле и Тања су Лава уписали у вртић. Лик је тумачила Нада Перишић.

### Сара Гвозденовић
Сара Гвозденовић је Маркова ћерка која је дуго живела са мајком у Словенији и тамо студирала економију. Пожелела је да се врати у Београд и настави да студира, што је за Марка финансијски неизводиво. Међутим, Раде јој, на Маринину молбу, помаже да се упише на буџет и због тога је Марко Марини јако захвалан. Сара упознаје Арсу у кафићу када је Арса већ био одузет од алкохола, води га у Кристинин стан где је заборавила мараму. Када је схватила да се Арса ничег не сећа, нашалила се са њим и рекла му је да би ту ноћ да понови, али му је признала да ничег између њих није било. Недуго потом, Арса Сару води у Кристинин стан из истог разлога као и она њега. Међутим, Марко је схватио да је она пијана и захтевао је да му каже с ким је била, али она није хтела због Арсе. На вечери са Марком и Марином, Арса и Сара признају да су били заједно ту ноћ. Учествује у отварању хаба заједно са Арсом, Џеријем и Васкетом којима је драгоцено њено искуство са хабовима у Словенији. У екипу доводи Ању, која је осмислила рекламни спот за хаб, и Матију, који је популаризовао хаб међу младима. Свиђа јој се Арса, али није желела да буде са њим због тога што је, док је живела у Словенији, била у дугој вези из које је изашла повређена. Када су се пољубили у хабу, њих двоје су постали пар и тиме су хтели да покажу Марини и Марку да не могу покварити њихову срећу. Лик је тумачила Кристина Пајкић.

### Борис Стојановић
Борис Стојановић је маркетиншки стручњак кога је РБГ ангажовао због рекламне кампање за један од производа које је Никола осмислио. Тамо упознаје Небојшу, коме се одмах допао. На Унино инсистирање, Раде ангажује агенцију за коју Борис ради и за рекламну кампању за остале производе које је Никола осмислио. Борис је утицао код свог шефа да цена кампање буде мања од уобичајене за ту врсту услуга. Када су РБГ-у украдени нацрти патента за два од три Николина производа, под Небојшиним утицајем, Борис успева да издејствује обуставу кампање и снижену цену исте за 15%, због Радетовог пословног угледа. Борис и Небојша су почели да излазе и да се зближавају, али Небојши и даље није јасно да ли је Борис геј или није. Касније, Небојша сазнаје да је и Борис геј, те они признају своја осећања један другом. Небојша потом сазнаје да Борис има вереницу и да крије да је геј, те предлаже Небојши да остану у вези, иако ће се он оженити, што увређени Небојша одбија. Лик је тумачио Милош Ђуричић.

### Јагода
Јагода је жена коју је Данило упознао док је био на селу код рођака. Њих двоје су се тамо виђали док је Данило није затекао са сеоским месаром. Данило је отишао за Београд код Слобе, а Јагода је, после извесног времена, дошла да се обрачуна са Данилом. Захваљујући Вањи, њих двоје се мире, почињу да живе заједно прво код Слобе, па онда у њеном селу. Лик је тумачила Весна Станковић.